# 大相撲令和6年1月場所
大相撲令和6年1月場所（おおずもうれいわろくねん1がつばしょ）は、2024年（令和6年）1月14日から1月28日までの15日間、東京都墨田区の国技館（両国国技館）で開催された大相撲本場所である。

## 概要
- 場所前の話題としては、先場所優勝した大関霧島の綱取りと、関脇琴ノ若の大関取りが期待される。

1月場所に関する時系列
- 2023年12月25日 
  - 番付発表。
    - 十両で、本名の高橋優太から改名した白熊優太という珍名力士が話題となった。
    - 行司・呼出の昇格は2023年9月場所後の理事会で決定していたが、この番付発表により、立行司の41代式守伊之助の38代木村庄之助への昇格ならびに三役呼出次郎の副立呼出を飛び越しての立呼出への昇格が正式なものとなった。これにより、木村庄之助は8年以上、立呼出は4年間にわたっての空位が解消されたことになる。ただ38代木村庄之助は式守伊之助時代の裁きが安定せず、次郎についても呼び上げの音程に難があることが指摘されており、両者とも停年退職が近く、その花道としての昇格と見られ、両者の昇格には相撲ファンからの批判も少なくなかった。なおこの他、行司では幕内格行司の木村寿之介が三役格行司に昇格し、呼出では次郎の立呼出昇格に合わせて、三役呼出克之も副立呼出に昇格している。

  - 番付発表当日、元幕内で今場所幕下に陥落していた東龍強が引退を表明した。
- 2024年1月20日
  - 場所7日目に当たるこの日、千代嵐慶喜が引退した。

## 番付・星取表
※赤文字は優勝力士の成績。

### 幕内
| 東方   | 東方      | 東方     | 番付   | 西方     | 西方       | 西方           |
| 備考   | 成績      | 力士名   | 番付   | 力士名   | 成績       | 備考           |
| ------ | --------- | -------- | ------ | -------- | ---------- | -------------- |
| 優勝   | 13勝2敗   | 照ノ富士 | 横綱   |          |            |                |
|        | 11勝4敗   | 霧島     | 大関   | 豊昇龍   | 10勝4敗1休 |                |
|        |           |          | 大関   | 貴景勝   | 2勝2敗11休 |                |
| 技能賞 | 13勝2敗   | 琴ノ若   | 関脇   | 大栄翔   | 9勝6敗     |                |
| 再小結 | 2勝4敗9休 | 髙安     | 小結   | 宇良     | 6勝9敗     | 新小結         |
| 殊勲賞 | 10勝5敗   | 若元春   | 前頭1  | 熱海富士 | 6勝9敗     |                |
|        | 5勝10敗   | 翠富士   | 前頭2  | 阿炎     | 8勝7敗     |                |
|        | 5勝10敗   | 豪ノ山   | 前頭3  | 北勝富士 | 4勝5敗6休  |                |
|        | 7勝8敗    | 翔猿     | 前頭4  | 正代     | 4勝11敗    |                |
|        | 3勝12敗   | 竜電     | 前頭5  | 錦木     | 8勝7敗     |                |
|        | 7勝8敗    | 金峰山   | 前頭6  | 湘南乃海 | 4勝11敗    |                |
|        | 5勝10敗   | 一山本   | 前頭7  | 朝乃山   | 9勝3敗3休  |                |
|        | 2勝4敗9休 | 北青鵬   | 前頭8  | 平戸海   | 8勝7敗     |                |
|        | 6勝9敗    | 御嶽海   | 前頭9  | 明生     | 9勝6敗     |                |
|        | 8勝7敗    | 玉鷲     | 前頭10 | 佐田の海 | 6勝9敗     |                |
|        | 9勝6敗    | 剣翔     | 前頭11 | 王鵬     | 10勝5敗    |                |
|        | 10勝5敗   | 隆の勝   | 前頭12 | 妙義龍   | 5勝10敗    |                |
|        | 7勝8敗    | 美ノ海   | 前頭13 | 遠藤     | 5勝10敗    |                |
| 再入幕 | 9勝6敗    | 琴勝峰   | 前頭14 | 阿武咲   | 10勝5敗    |                |
|        | 5勝10敗   | 友風     | 前頭15 | 大の里   | 11勝4敗    | 新入幕・敢闘賞 |
|        | 6勝9敗    | 宝富士   | 前頭16 | 武将山   | 4勝11敗    | 再入幕         |
| 新入幕 | 9勝6敗    | 島津海   | 前頭17 | 碧山     | 0勝7敗8休  | 再入幕         |

### 十両
| 東方   | 東方    | 東方     | 番付   | 西方   | 西方       | 西方   |
| 備考   | 成績    | 力士名   | 番付   | 力士名 | 成績       | 備考   |
| ------ | ------- | -------- | ------ | ------ | ---------- | ------ |
|        | 8勝7敗  | 大奄美   | 十両1  | 水戸龍 | 7勝8敗     |        |
|        | 10勝5敗 | 錦富士   | 十両2  | 東白龍 | 8勝7敗     |        |
|        | 9勝6敗  | 狼雅     | 十両3  | 北の若 | 10勝5敗    |        |
|        | 4勝11敗 | 玉正鳳   | 十両4  | 琴恵光 | 3勝10敗2休 |        |
|        | 7勝8敗  | 千代翔馬 | 十両5  | 欧勝馬 | 8勝7敗     |        |
|        | 10勝5敗 | 時疾風   | 十両6  | 白熊   | 8勝7敗     |        |
|        | 9勝6敗  | 輝       | 十両7  | 獅司   | 7勝8敗     |        |
|        | 6勝9敗  | 志摩ノ海 | 十両8  | 紫雷   | 6勝9敗     |        |
|        | 8勝7敗  | 朝紅龍   | 十両9  | 大翔鵬 | 9勝6敗     |        |
| 新十両 | 13勝2敗 | 尊富士   | 十両10 | 白鷹山 | 10勝5敗    | 再十両 |
|        | 6勝9敗  | 天空海   | 十両11 | 英乃海 | 10勝5敗    |        |
|        | 5勝10敗 | 千代丸   | 十両12 | 天照鵬 | 5勝10敗    |        |
|        | 5勝10敗 | 勇磨     | 十両13 | 欧勝海 | 8勝7敗     | 新十両 |
|        | 6勝9敗  | 千代栄   | 十両14 | 栃武蔵 | 5勝10敗    | 再十両 |

## 優勝争い
7日目終了時点で、全勝は平幕・朝乃山、1敗で大関・霧島、関脇・琴ノ若、平幕では阿武咲、大の里が追う形となった。
中日、朝乃山は玉鷲に土俵際の掬い投げで敗れ、1敗に後退。この相撲で足首を痛め、翌日より休場、優勝争いから脱落した。霧島は翔猿に押し出しで敗れ2敗。他の1敗勢は白星となった。
10日目に、阿武咲が霧島に、大の里は琴ノ若に敗れ、2敗に後退。これにより1敗で関脇・琴ノ若が単独トップに立ち、2敗で横綱・照ノ富士、大関・霧島、豊昇龍、平幕・阿武咲、大の里が追う形と変わった。
11日目に、照ノ富士は阿武咲を寄り切り、豊昇龍が大の里を下手投げで破り、それぞれ2敗をキープ。平幕勢は後退した。
12日目には、横綱・照ノ富士と新入幕の大の里の対戦が組まれるも、横綱が圧倒。阿武咲も琴ノ若に敗れたことにより、平幕勢は優勝争いから完全に脱落。1敗の関脇・琴ノ若を2敗で横綱・照ノ富士、大関・霧島、豊昇龍が追う展開となった。
13日目、大関同士の一番は豊昇龍が上手を取るも、霧島が逆転の二枚蹴りで勝利した。豊昇龍はこの一番で場所前から痛めていた右膝を悪化させ、翌日より休場となった。結びの一番では、照ノ富士が琴ノ若を寄り切り、これにより2敗で3人が並ぶこととなった。
14日目、照ノ富士は不戦勝で2敗をキープ。霧島と琴ノ若の一番は、琴ノ若が制し、これで2敗で照ノ富士と琴ノ若、3敗で霧島となり、千秋楽となった。
千秋楽、琴ノ若は翔猿を上手投げで破り、2敗をキープ。結びの一番では、照ノ富士が立ち合いから霧島を圧倒し、こちらも2敗を守った。決定戦は巻き替え合いの末、もろ差しとなった照ノ富士が琴ノ若を寄り切りで破り、4場所ぶり9回目の優勝を遂げた。

## 備考
- 関取が全員出場している（関取の休場者が1人もいない）状態で初日を迎えた。これは令和4年3月場所以来のこととなった。
- しかし、最終的には再出場者も含めて8人の関取が休場した。
  - 関取の再出場者は朝乃山・髙安・琴恵光の3人。朝乃山は再出場後に勝ち越しを決め、髙安は再出場後に再休場している。また琴恵光はインフルエンザで一時休場し、回復とともに再出場している。
  - その休場に伴い、次のように不戦勝の勝ち名乗りを与えただけの行司や、呼び上げの出番がなくなった呼出が発生している。
    - 7日目は行司木村要之助と呼出大吉が幕内最初の取組碧山－阿武咲の1番のみを担当することになっていたが、碧山の休場（不戦敗）、阿武咲の不戦勝となったため、木村要之助は不戦勝の勝ち名乗りを与えたのみとなり、大吉は呼び上げの出番がなくなった。
    - 14日目は本来の結びの一番が豊昇龍の休場（照ノ富士が不戦勝）になったため、行司38代木村庄之助は不戦勝の勝ち名乗りを与えたのみとなり、呼出次郎は呼び上げの出番がなくなった。そして霧島対琴ノ若の取組が実質の結びの一番になり、その取組は木村容堂が裁き、克之が呼び上げた。
- 霧島の綱取りについては、4日目と中日に平幕に敗れ、2敗の状態で13日目まできたが、14日目に琴ノ若に3敗目を喫して厳しくなり、千秋楽に照ノ富士に4敗目を喫して失敗に終わった。
- 琴ノ若の大関取りについては、6日目に若元春に、13日目に照ノ富士に敗れたのみの2敗で千秋楽までいき、最終的には13勝2敗で、優勝はならなかったが、3場所33勝の目安に到達し、佐渡ヶ嶽審判部長が臨時理事会の招集を八角理事長に要請したため、事実上大関昇進が確定した。正式な大関昇進は翌3月場所の番付編成会議の1月31日となる。
- 三賞は、敢闘賞に新入幕で活躍した大の里が無条件で受賞（最終的には11勝4敗で場所を終えた）また、14日目終了時点で9勝していた新入幕・島津海も受賞対象となったが、こちらは千秋楽に明生に敗れ、敢闘賞を逃した。技能賞は琴ノ若が無条件受賞。殊勲賞は横綱・照ノ富士を破る活躍を見せた若元春が受賞、琴ノ若も優勝を条件に殊勲賞の受賞対象ともなったが、こちらは果たせなかった。
- 十両は、7日目まで時疾風と新十両・尊富士が全勝で並走。その後、時疾風は連敗。尊富士は10日目に狼雅、11日目に北の若に敗れ、狼雅、時疾風に並ばれるものの、両者は翌日より連敗。2敗を守った尊富士が14日目に勝利した時点で優勝を決めた。
- 平幕・玉鷲はこの場所を終え、通算出場回数1583回に到達、歴代10位となった。幕内出場回数も1288回に到達、場所中に白鵬、安芸乃島を抜いて、歴代7位となった。
- 場所前には元幕内の東龍が、場所中には元十両の千代嵐が引退した他、番付編成会議後に最高位幕下以下の15人の引退が発表された。その中には40代力士3人も含まれていた（前乃富士・朝乃土佐・神山）他、序ノ口の都川と番付外の泉川の引退により、「川」で終わりかつ本名に由来しない四股名は皆無となった。
- 長年の新弟子不足により、この場所の番付表に掲載された力士(つまり番付外以外)が599人まで減少し、1979年3月場所の585人以来約45年ぶりの危機的状況となった。因みに過去最多の力士数は「若貴ブーム」に後押しされた94年夏場所の943人[2]。